# Ustav Republike Hrvatske
Ustav Republike Hrvatske (traduïble com «Constitució de la República de Croàcia», conegut internacionalment en la seva versió en anglès «The Constitution») és una pel·lícula dramàtica croata de 2016 dirigida per Rajko Grlić i protagonitzada per Nebojša Glogovac, Ksenija Marinković, Dejan Aćimović i Božidar Smiljanić.
La pel·lícula va guanyar la distinció més gran possible del Festival Internacional de Cinema de Mont-real en 2016.

## Argument
La pel·lícula conta la història de quatre persones que viuen en el mateix edifici d'apartaments en el centre de Zagreb, però que desconfien els uns dels altres perquè no comparteixen els mateixos orígens ètnics i religiosos ni les mateixes preferències sexuals. Vjeko Kralj (Nebojša Glogovac), professor d'institut i transvestit, és colpejat al carrer per un grup de disbauxats. A l'hospital, coneix accidentalment a la seva veïna Maja Samardžić (Ksenija Marinković), que treballa allí com a infermera. Quan Vjeko és donat d'alta, ella continua cuidant d'ell i del seu pare moribund. Llavors li demana a Vjeko que ajudi al seu marit Ante (Dejan Aćimović), que és policia, a aprovar l'examen de la Constitució croata. Aviat sorgeixen problemes perquè Ante és d'ètnia sèrbia, mentre que Vjeko és un fervent nacionalista croat. Lenta i dolorosament, comencen a obrir-se i a reconèixer-se com a éssers humans.